# Littoridina
Littoridina là một chi ốc nước ngọt cỡ nhỏ có mang và nắp, là động vật thân mềm chân bụng sống dưới nước thuộc họ Hydrobiidae.

## Các loài
Các loài thuộc chi Littoridina bao gồm::
- Littoridina australis (Orbigny, 1835) - syn. Hydrobia australis
  - Littoridina australis nana Marcus & Marcus, 1965
- Littoridina charruana (Orbigny, 1840)
- Littoridina gaudichaudii Souleyet, 1852
- Littoridina inconspicua Haas, 19389
- Littoridina manni Baker, 1913
- Littoridina miaulis Marcus & Marcus, 1965
- Littoridina piscium Orbigny, 1835 - syn. Hydrobia piscium
- Littoridina pusilla Haas, 1949
- Littoridina siolli Haas, 1949